# Coordenades polars gaussianes
En la teoria de les varietats lorentzianes, les coordenades polars gaussianes, els espai-temps esfèricament simètrics admeten una família d'esferes rodones imbricades. En cadascuna d'aquestes esferes, cada punt pot ser portat a qualsevol altre mitjançant una rotació adequada al voltant del centre de simetria.
Hi ha diversos tipus diferents de gràfics de coordenades que s'adapten a aquesta família d'esferes imbricades, cadascun dels quals introdueix un tipus diferent de distorsió. L'alternativa més coneguda és el diagrama de Schwarzschild, que representa correctament les distàncies dins de cada esfera, però (en general) distorsiona les distàncies i els angles radials. Una altra opció popular és el diagrama isotròpic, que representa correctament els angles (però en general distorsiona tant les distàncies radials com les transversals). Una tercera opció és el diagrama polar gaussià, que representa correctament les distàncies radials, però distorsiona les distàncies i els angles transversals. Hi ha altres possibles gràfics; l'article sobre l'espai-temps esfèricament simètric descriu un sistema de coordenades amb característiques intuïtivament atractives per estudiar la matèria que cau. En tots els casos, les esferes geomètriques imbricades es representen mitjançant esferes coordenades, de manera que podem dir que la seva rodonesa està representada correctament.

## Definició
En un gràfic polar gaussià (en un espai-temps esfèricament simètric estàtic), la mètrica (també coneguda com a element de línia) pren la forma
{\displaystyle g=-a(r)^{2}\,dt^{2}+dr^{2}+b(r)^{2}\,\left(d\theta ^{2}+\sin(\theta )^{2}\,d\phi ^{2}\right),}
{\displaystyle -\infty <t<\infty ,\,r_{0}<r<r_{1},\,0<\theta <\pi ,\,-\pi <\phi <\pi .}
Depenent del context, pot ser oportú tenir en compte {\displaystyle a} i {\displaystyle b} com a funcions indeterminades de la coordenada radial {\displaystyle r}. Alternativament, podem connectar funcions específiques (possiblement depenent d'alguns paràmetres) per obtenir un gràfic de coordenades isotròpiques en un espai-temps lorentzian específic.

## Aplicacions
Els diagrames gaussians sovint són menys convenients que els diagrames de Schwarzschild o els isotròpics. No obstant això, han trobat una aplicació ocasional en la teoria de fluids perfectes estàtics amb simetria esfèrica.